# Lignosus
Genre
Lignosus est un genre de champignons basidiomycètes, famille des Polyporaceae. Il sont connus sous le nom de champignon lait de tigre, champignon de lait de tigre.
Il est admis parmi les champignons médicinaux importants dans l'ethnomédecine de Malaisie et de Chine avec la réputation de combattre le rhume (Ridley 1897). Les aborigènes Semai traitent avec lui  l'asthme, la toux, la fièvre, le cancer, les maladies du foie et les douleurs articulaires. De nombreuses publications académiques explorent ce potentiel dans la limite d'une faible disponibilité, ces champignons endémiques de forêts denses sont rares, mis à part un L. rhinocerus cultivé depuis 2008.
Le genre compte 8 espèces morphologiquement proches qui diffèrent par des détails de taille : 
- Lignosus cameronensis Chon S.Tan (2013) se distingue de L. ekombitii par la taille de ses basidiospores[4].
- Lignosus dimiticus Ryvarden (1975). République démocratique du Congo, République centrafricaine. La phylogénie a montré qu'il formait une lignée basale dans les Fibroporiaceae (Polyporales).
- Lignosus ekombitii Douanla-Meli (2003). Cameroun.
- Lignosus goetzei (Henn.) Ryvarden (1972).
- Lignosus hainanensis B.K.Cui (2011) forêt tropicale du Hainan, à basidiocarpes centralement stipités issus d'un sclérote distinct, brun jaunâtre à marron proche de  L. rhinocerus dont les pores sont plus petits (6 à 8 par mm)[5], présent dans la forêt kadamaienne de Sabah (nord de Bornéo)[6],
- Lignosus rhinocerus (Cooke 1879) Ryvarden (1972), le seul cultivé[7], disponible en quantité marchande, le mieux documenté et le plus cité pour le traitement traditionnel des maladies respiratoires[8], également présent dans le sud de la Chine et en Inde (Kerala)[9].
- Lignosus sacer (Afzel. ex Fr.) Ryvarden (1920).
- Lignosus superpositus (Berk.) Lloyd. (2023).
- Lignosus tigris Chon S.Tan (2013) forêts tropicales de Pahang, se distingue de L. sacer par la taille des pores plus grands et la taille de ses basidiospores[4].

L. cameronensis, L. tigris, L. sacer, L. ekombitii, L. hainanensis appartiennent à un même clade, L. ekombitii est étroitement lié à L. sacer. L. cameronensis et L. tigris sont des espèces distinctes avec une distance génétique de 7,1 % (Tan et al. 2010, 2013), le séquençage date de 2014. (L. dimiticus et L. goetzii ne sont pas encore évalués par les généticiens faute d'échantillons).

## Dénomination
Lignosus signifie en latin ligneux, texture fibreuse du bois. Lignosus Lloyd ex Torrend. Lloyd (1912) introduit Lignosus avec 17 espèces comme une sections du genre fongique Polyporus (Fries 1821): espèces subligneuses de Polyporaceae. Torrend (1920) créée le genre. Lloyd (Série Botanica 20:107. 1922), il écrit « Polyporus. Lignosus Torrend. Brotéria. Basé sur la section Lignosus de Lloyd's Stipitate Polypores. Ce groupe hétérogène, comme c'est le cas des autres genres Torrend, appartient à plus d'un des genres considérés ici valides». Marinus Anton Donk (1960)  retient l'espèce africaine Polyporus sacer comme type. Il écrit «On ne sait pas exactement à quel groupe Lloyd faisait référence, mais si l'on souhaite identifier le taxon de Lloyd avec l'un de ceux de Fries, une seule possibilité s'offre Polyporus trib. Mesopus sect. Hornotini Fr. (1838) = Polystictus stirps Polysticti sacri Fr. (1851)».

### Lait de tigre
En malais cendawan susu rimau (harimau) = kulat susu rimau (harimau) susu rimau = lait de tigre, en chinois 虎乳灵芝，虎乳菌 (Hǔ rǔ língzhī, hǔ rǔ jūn) Ganoderma au lait de tigre, champignon de lait de tigre, communément 老虎奶 (Lǎohǔ nǎi) lait de tigre. En anglais tiger milk mushroom est abrégé en TMM. 

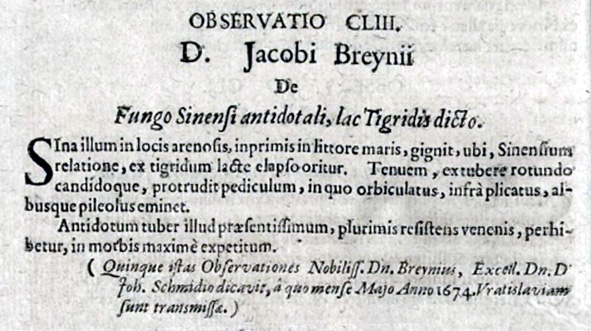
Description du champignon antidote chinois dit lait de tigre par Jacob Breyne (1675) «le plus recherché en cas de maladie».

Relation de divers voyages curieux (1663) part. 4 écrit «Entre leurs médicaments ils ont une racine fameuse qui se trouve dans la Province de Suc-iven qu'ils appellent lait de Tigre: ils disent que cette herbe ne croit qu'aux endroits où il a dégouté du lait des mamelles des tigresses lors qu'elles sont en furie... Il y a cela de vrai que l'odeur de la chair de cette racine revient fort à l'odeur du lait, elle est blanche comme du lait: ils prétendent que la chair ...est un sudorique infaillible et fort puissant». Le 22 juin 1664 un jésuite nommé Tomson montre à John Elevyn une drogue ressemblant à un champignon qu'il nomme Lac tygridis lait de tigre. Jacob Breyne (Dantzick) décrit le champignon fo-lim (qu'il a eu en main en 1674), c'est-à-dire, lait-de-tigre, et le nomme fungus sinensis antidotalis lac tigridis dictus, «plante qui croit dans les terrains sablonneux de Chine, puissant antidote». D'après Jean-Jacques Paulet (1793) Athanasius Kircher dans Magnes le donne pour un puissant remède contre les fièvres ardentes, inflammatoires, la petite-vérole.
Lait de tigre désigne aussi en français diverses boissons alcoolisées (Cognac + lait condensé, mélange de rhum et de liqueurs diverses).

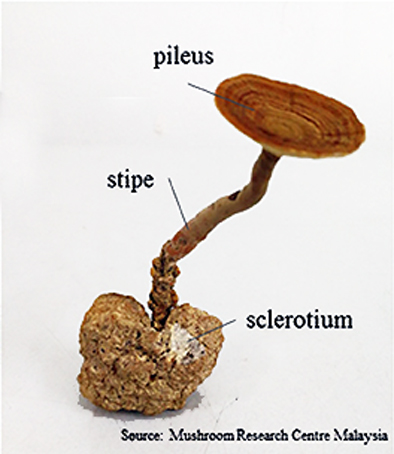
Lignosus rhinocerotis: le chapeau (pileus) est plat et ressemble à du bois, le stipe long et blanc surmonte une courte racine qui nait d'un sclérote important

## Description
C'est Cooke (1879) qui décrit le premier l'espèce rhinocerus sur l'île de Penang, en Malaisie. Suit Henry Nicholas Ridley qui décrit Pleurotus rhinocerus comme un médicament très précieux et coûteux à partir de spécimens de Pekan et de Bukit Mandai, à Singapour. P. rhinocerus est répertorié dans  Index Fungorum sous le nom de Lignosus rhinocerotis (Cooke) Ryvarden. Il sera par la suite signalé dans d'autre parties de la Malaise (Cameron Highlands (1965), Hulu Langat et Gerik (Tan et al. 2010). Tan et al. (2013) décrivent deux nouvelles espèces morphologiquement très proches de la forêts tropicales de Pahang: Lignosus tigris et Lignosus cameronensis qui ne différencient que par la taille des pores et de leurs basidiospores.
Le champignon développe un sclérote souterrain forme de tubercule (qui l'a fait comparer à une truffe) qui est la partie à valeur médicale, sur le sclerotia un paquet racinaire court qui donne naissance à un long stipe fin et blanc couvert d'un un chapeau stipité central couleur d'écorce de bois. La hauteur totale est de l'ordre de 25 cm. Les Lignosus à l'état sauvage sont difficile à trouver, souvent solitaire, aucun autre champignon dans un rayon de 5 km.
Dinesh Chandra Agrawal et al. (2017) donnent une phylogénie du genre.

### Culture
Depuis 2008, Ligno Biotech Sdn. Bhd. (Lignosus rhinocerus cultivar TM02VR), l'Université polytechnique de Hong Kong et l'Institut mycologique de Sanming ont entrepris de cultiver des Lignosus afin d'éviter l'extinction des rares champignons sauvages. Ce cultivar TM02VR est la matière première de nombreuses publications académiques, les Lignosus de culture ont une composition proche des sauvages. Les souches cultivées ont montré une forte activité antioxydante, plus fortes que le type sauvage (Yap et al., 2013).

## Effets sur la santé
Son utilisation en décoction comme remède traditionnel couvre une vaste zone d'Asie du Sud-Est (de la Thaïlande à l'Australie). La décoction a montré des capacités antioxydantes supérieures ou comparables à celles de l'extrait de sclérote. En Malaisie il est réputé tonique, antiprurigineux, antipyrétique, traiter le cancer du sein, les intoxications alimentaires, la toux, l'asthme et les plaies.
Deepu Pandita et al. (2023) donnent un état des connaissances, ils citent les polysaccharides ẞ-glucanes ou complexes polysaccharide-protéine contenus dans le champignon de lait du tigre qui exercent de nombreuses propriétés pharmacologiques, notamment anticancéreuses, antidiabétiques, neuroprotectrices, antiasthmatiques, antivirales, antiulcéreuses et anti-âge, sans effet toxique jusqu'à une dose de 3 400 mg/kg de poids corporel chez le rat. L. rhinocerotis stimule la production de neuritine dans les cellules PC12 - phéochromocytome du rat - cette protéine régule les réactions immunitaires dans les allergies et les maladies auto-immunes.

### Système respiratoire
- Selon Beng Fye Lau et al. (2015) les propriétés antitussives et antipyrétiques, restent à valider[33]. Chez le cobaye l'extrait de L. rhinocerus induit une relaxation du muscle lisse contracté des voies respiratoires, l'effet relaxant des voies respiratoires est visible chez les récepteurs muscariniques et histaminiques (2025)[34].
- E. Sin Sing Tan et al. (2021) donnent la première étude sur humain: la supplémentation en TMM de 50 participants volontaires (300 mg de TMM 2 fois par jour pendant 3 mois - pas de témoins placébo) diminue sensiblement le taux d'IL-1β, d'IL-8 et de malondialdéhyde, ainsi que les symptômes respiratoires. La capacité antioxydante totale est confirmée, la fonction pulmonaire globalement améliorée[35].

- Chez la souris (2023), l'extrait de L. rhinocerotis atténue l'asthme allergique (suppression des cellules inflammatoires et les cytokines Th2, amélioration du remodelage des voies respiratoires en réduisant l'épaisseur du muscle lisse et en réduisant l'expression du TGF-β1)[36], et réduit l'hypersécrétion de mucus[37].

### Cicatrisation des plaies
- Les pansements hydrogel anti-inflammatoires de Lignosus rhinoceros améliorent la cicatrisation des plaies. Ses immunomodulateurs augmentent l'expression des cytokines (IL-5, IL-6 et MIP-2)  impliquées dans la cicatrisation des plaies épithéliales cornéennes, des égratignures et la cicatrisation des plaies cutanées (2024). Leur libération accrue accéléré la phase inflammatoire par infiltration précoce et élimination des neutrophiles et des macrophages. (l'application cutanée facilite le transfert des composés non solubles)[38].

### Cancer
- La décoction de L. rhinocerus (sclerote) a une activités antiangiogéniques et antitumorales sur des cellules de carcinome colorectal humain HCT116 implantées dans des embryons de poulet (2024)[39].
- Leucémie: L'extrait à l'eau froide de L. rhinocerus (TM02 ® ) est un médiateur de la voie de migration des lignées cellulaires de tyrosine kinase leucémogène[40] (2024).

### Notification eu 2024.5667
Une notification belge figure dans le système européen Rapid Alert System for Food and Feed (RASFF) le 24 juillet 2024. Elle mentionne: « À ce jour, le Lignosus rhinocerus n'est ni autorisé ni inscrit sur la liste des nouveaux aliments autorisés de l'Union. De plus, le L. rhinocerus ne figure pas sur la liste nationale belge des champignons autorisés pouvant être utilisés dans les aliments ou les compléments alimentaires. De plus, de nombreuses allégations médicales non autorisées sont utilisées sur le site web. Le complément alimentaire est présenté comme un médicament. Cette pratique est trompeuse pour les consommateurs et interdite».